# Turbeville
Turbeville és una població dels Estats Units a l'estat de Carolina del Sud. Segons el cens del 2000 tenia 602 habitants.

## Demografia
Segons el cens del 2000, Turbeville tenia 602 habitants, 239 habitatges i 158 famílies. La densitat de població era de 184,5 habitants/km².
Dels 239 habitatges en un 27,2% hi vivien nens de menys de 18 anys, en un 43,9% hi vivien parelles casades, en un 19,2% dones solteres, i en un 33,5% no eren unitats familiars. En el 31,4% dels habitatges hi vivien persones soles el 15,5% de les quals corresponia a persones de 65 anys o més que vivien soles. El nombre mitjà de persones vivint en cada habitatge era de 2,4 i el nombre mitjà de persones que vivien en cada família era de 3,02.
Per edats la població es repartia de la següent manera: un 25,2% tenia menys de 18 anys, un 10,1% entre 18 i 24, un 24,8% entre 25 i 44, un 25,9% de 45 a 60 i un 14% 65 anys o més.
L'edat mediana era de 36 anys. Per cada 100 dones de 18 o més anys hi havia 78,6 homes.
La renda mediana per habitatge era de 26.339 $ i la renda mediana per família de 38.750 $. Els homes tenien una renda mediana de 26.167 $ mentre que les dones 20.288 $. La renda per capita de la població era de 13.465 $. Entorn del 19,9% de les famílies i el 24% de la població estaven per davall del llindar de pobresa.

## Poblacions més properes
El següent diagrama mostra les poblacions més properes.